# Putini
Putini is een plaats in de gemeente Kanfanar in de Kroatische provincie Istrië. De plaats telt 46 inwoners (2001).